# 甲子園口グリーンプレイス
甲子園口グリーンプレイス（こうしえんぐちグリーンプレイス）は、兵庫県西宮市松山町にあるJR西日本アーバン開発のショッピングセンターである。

## 概要
当該地にはかつて日本国有鉄道時代からの社宅があったが、解体後跡地にJR西日本グループの神戸SC開発（現・JR西日本アーバン開発）が郊外型ショッピングセンターを2019年（令和元年）11月に開業した。大阪府吹田市の吹田グリーンプレイスに続く、「グリーンプレイス」シリーズ第2弾となっている。

## 主なテナント
- セブン-イレブン（ハートイン)
- スギ薬局

## アクセス
- 甲子園口駅から徒歩10分